# Nate Clements
(en) Statistiques sur pro-football-reference
Nathan D. Clements (né le 12 décembre 1979) est un jouer professionnel de football américain, occupant le poste de cornerback, de la National Football League (NFL). Il joue au football universitaire à l'université d'état de l'Ohio. Il est sélectionné par les Bills de Buffalo à la 21e place de la draft 2001 de la NFL et a également joué pour les 49ers de San Francisco et les Bengals de Cincinnati.

## Jeunes années
Clements est le fils de Nathan Clements, Sr. et Emma Clements à Shaker Heights dans l'Ohio et fréquente la Shaker Heights High School. Clements excelle en défense et comme quarterback et est nommé All-American par USA Today, Blue Chip Illustrated et Super Prep.
Clements fait également partie de l'équipe All-Ohio au cours d'une saison au cours de laquelle il a sept interceptions, dont une pour un touchdown. Il retourne aussi deux kicks pour des touchdowns. Clements conduit les Raiders aux playoff en 1997. Il détient également le record de Shaker pour les interceptions en carrière avec un total de 14. L'école retire son maillot, le numéro 20, en 2005.

## Carrière universitaire
Clements fréquente l'université d'état de l'Ohio et y joue au football américain pour les Buckeyes. Il y commence 24 matchs sur 36 et a un bilan total de 177 tackles et sept interceptions. En tant que junior, il intercepte quatre passes et amasse 470 yards au retour, et une moyenne de 13,1 yards par retour. En 2000 il est dans la première équipe de l'All-Big Ten Conference. Après son année junior, Clements décide de renoncer à sa saison senior et se déclare éligible pour la draft NFL.

## Carrière professionnelle
Clements s'inscrit pour la draft NFL 2001 et est considéré comme l'un des meilleurs choix. Avant sa saison junior, il est classé deuxième meilleur cornerback pour la prochaine draft par l'analyste NFL Mel Kiper Jr. et est également classé comme le 23e choix global, indépendamment de la position, par le même Mel Kiper Jr. Il assiste au NFL Scouting Combine à Indianapolis en Indiana, mais choisit de n'effectuer que le développé-couché et le sprint de 40 yards. À la fin du processus préliminaire, Clements doit être un choix de premier tour selon les experts en matière de sélection de la NFL et les recruteurs. Il est classé comme le meilleur cornerback espoir par DraftScout.com.
| 5 ft 11 in (1.80 m)       | 206 lb (93 kg) | 4.37 s |  |  |  |  |  |  | 20 reps |
| Références de NFL Combine |                |        |  |  |  |  |  |  |         |

### Bills de Buffalo
Les Bills de Buffalo sélectionnent Clements au premier tour (21e choix global) lors de la draft 2001 de la NFL. C'est le premier cornerback choisi en 2001.

#### 2001
Le 27 juillet 2001, les Buffalo Bills signent avec Clements un contrat de 5,70 millions de dollars sur cinq ans, comprenant une garantie de 3,17 millions de dollars.
Tout au long du camp d'entraînement, Clements concourt pour être le cornerback titulaire contre Lance Brown, Ken Irvin et Jimmy Williams,. L'entraîneur-chef Gregg Williams désigne Clements comme troisième cornerback pour commencer la saison régulière derrière Antoine Winfield et Ken Irvin. Il est également nommé kick returner titulaire pour commencer sa saison rookie.
Il fait ses débuts professionnels en saison régulière lors du match inaugural des Buffalo Bills contre les Saints de la Nouvelle-Orléans et enregistre un tackle en solo lors de leur défaite de 24–6. Le 23 septembre 2001, Clements réussit un tackle, dévie une passe et retourne sa première interception en carrière pour un touchdown lors de la défaite des Bills 42 à 26 aux Colts d'Indianapolis. Il intercepte une passe du quarterback Peyton Manning et la retourne pour un touchdown de 61 yards au troisième quart-temps pour marquer les premiers points de sa carrière. Le 18 octobre 2001, Clements reçoit sa première titularisation en carrière après avoir dépassé Ken Irvin au depht chart. Il enregistré trois tackles en solo et réussit une passe lors de la victoire 13-10 des Bills contre les Jaguars de Jacksonville lors de la cinquième semaine. Au cours de la semaine 8, Clements récolte trois tackles combinés, dévie une passe et retourne un kick pour un touchdown de 66 yards au deuxième quart-temps d'une défaite de 30 à 24 contre les Colts d'Indianapolis. Au cours de la semaine 14, il récolte trois tackles combinés et fait son premier sack en carrière avec le quarterback Tom Brady lors d'une défaite de 12 à 9 contre les Patriots de la Nouvelle-Angleterre. Le 23 décembre 2001, Clements récolte 11 tackles en solo, trois passes déviées, les deux sont ses performances les plus hautes de la saison, et intercepte une passe de Michael Vick lors de la défaite 33–30 des Bills aux Falcons d'Atlanta lors de la semaine 15. Il termine sa saison rookie avec 63 tackles combinés (53 en solo), dix déviations de passes, trois interceptions, trois fumbles forcés, un sack et un touchdown en 16 matchs dont 11 comme titulaire. Il obtient également 30 retours de kick pour 628 yards et quatre retours de dégagement pour 81 yards et un touchdown.

#### 2002
Le coordinateur défensif Jerry Gray décide de conserver Clements et Antoine Winfield comme cornerbacks titulaires en 2002. Le 20 octobre 2002, Clements enregistre quatre tackles en solo, quatre déviations de passes, trois interceptions et un touchdown lors d'une victoire de 20-13 aux Dolphins de Miami lors de la semaine 7. Il intercepte trois passes du quarterback Ray Lucas et en retourne une pour un touchdown de 29 yards au deuxième quart-temps. Au cours de la semaine 12, Clements réalise dix tackles combinés (huit en solo), le meilleur résultat de la saison, et une passe complète lors de la défaite 31–13 des Bills contre les Jets de New York. Le 29 décembre 2002, Clements enregistre cinq déviations de passes (son record de la saison), neuf tackles combinés, et une interception lors d'une victoire de 27 à 9 contre les Bengals de Cincinnati lors de la 17e semaine. Clements termine sa deuxième saison avec 65 tackles (52 en solo), 13 déviations de passes, six interceptions (record en carrière) et un touchdown pour 16 titularisations.

#### 2003
L'entraîneur-chef Gregg Williams retient de nouveau Clements et Antoine Winfield comme tandem partant en 2003. Le 21 septembre 2003, Clements enregistre quatre tackles en solo, deux déviations de passes et deux interceptions lors d'une défaite de 17–7 face aux Dolphins de Miami lors de la troisième semaine. Les deux interceptions sont face à Jay Fiedler  et il en retourne une pour un touchdown de 54 yards au quatrième quart-temps. Au cours de la semaine 5, il récolte sept tackles combinés, son score le plus haut de la saison, ainsi qu'une déviation de passe lors de la victoire 22 à 16 des Bills contre les Bengals de Cincinnati. Il termine la saison 2003 avec un total de 61 tackles combinés (51 en solo), quatre déviations de passes, trois interceptions et un touchdown en 16 matchs comme titulaire. Il retourne également 14 kicks pour 137 yards.

#### 2004
Les Buffalo Bills choisissent de ne pas renouveler le contrat de Gregg Williams après avoir terminé la saison précédente avec un bilan de 6-10 et ne pas se qualifier pour les playoffs pour la troisième saison consécutive. Le nouvel entraîneur-chef des Bills, Mike Mularkey, garde Clements comme cornerback titulaire pour commencer la saison, aux côtés de l'agent libre nouvellement acquis, Troy Vincent. Au cours de la semaine 2, Clements récolte sept tackles en solo, un sommet dans la saison, lors d'une défaite 13 à 10 face aux Raiders d'Oakland. Le 31 octobre 2004, il réalise neuf tackles combinées, un autre sommet dans la saison et est crédité d'un demi-tackle lors d'une victoire 38-14 contre les Cardinals de l'Arizona. Le 21 novembre 2004, Clements enregistre cinq tackles combinés, une passe réussie et retourne un dégagement pour un touchdown pour la première fois de sa carrière lors d'une victoire 37 à 17 contre les Rams de St. Louis. Il retourne le botté de Sean Landeta pour un touchdown de 85 yards au troisième quart-temps. Au cours de la semaine 17, il enregistre cinq tackles en solo, une déviation de passe et intercepte une passe du quarterback rookie Ben Roethlisberger pour un touchdown de 30 yards lors de la défaite 29 à 24 des Bills face aux Steelers de Pittsburgh. Le touchdown augmente sa série à quatre saisons consécutives avec un pick six (interception retournée pour un touchdown). Il termine la saison 2004 avec 73 tackles (53 en solo), sept déviations de passes, six interceptions, un touchdown et un demi-sack dans 16 matchs. Clements réalise aussi 35 retours de kick pour 327 yards et un touchdown.
Le 28 janvier 2005, Clements est nommé en remplacement tardif au Pro Bowl 2005. Il remplace le cornerback des Chiefs de Kansas City, Patrick Surtain, qui remplaçait lui-même Chris McAlister des Ravens de Baltimore. Les deux joueurs sont indisponibles à cause de blessures.

#### 2005
L’entraîneur-chef Mike Mularkey retient Clements comme cornerback titulaire en 2005, aux côtés de Terrence McGee. Le 20 novembre 2005, Clements récolte 11 tackles combinés (neuf en solo), son score le plus haut de la saison, lors d'une défaite 48-10 face aux  Chargers de San Diego lors de la 11e semaine. Au cours de la semaine 14, il égale son record de la saison avec 11 tackles combinés (neuf en solo), dévie une passe et en intercepte une lors de la défaite 35 à 7 des Bills contre les Patriots de la Nouvelle-Angleterre. Il termine la saison 2005 avec 99 tackles combinés (78 en solo), 13 déviations de passes, trois fumbles forcés et deux interceptions en 16 matchs.

#### 2006
Le 13 janvier 2006, l'entraîneur-chef des Bills, Mike Mularkey, démissionne de manière inattendue de son poste après une campagne de 5 à 11 en 2005. Le 22 février 2006, le directeur général, Marv Levy, annonce que les Bills appliquent leur étiquette de joueur de franchise (franchise tag) à Clements pour la saison 2006. Le 7 mai 2006, Clements signe un contrat d'un an, d'une valeur de 7,20 millions de dollars, pour rester avec les Bills. Le nouvel entraîneur-chef des Buffalo Bills, Dick Jauron, désigne officiellement Clements comme le cornerback titulaire numéro 1 en début de saison régulière, aux côtés de Terrence McGee.
Le 5 novembre 2006, Clements récolte neuf tackles combinés, le score le plus haut de la saison, et dévie une passe lors d’une victoire de 24-10 contre les Packers de Green Bay. Au cours de la semaine 11, il réalise quatre tackles combinés, trois déviations de passes et une interception lors d'une victoire 24-21 face aux Texans de Houston. Au cours de la semaine 14, Clements récolte cinq tackles combinés, une déviation de passe et une interception pour un touchdown de 58 yards lors de la victoire 31 à 13 des Bills contre les Jets de New York. Il termine la saison avec 70 tackles combinés (54 en solo), 16 déviations de passes, un record en carrière, trois interceptions, deux fumbles forcés et un touchdown en 16 matchs.

### 49ers de San Francisco

#### 2007

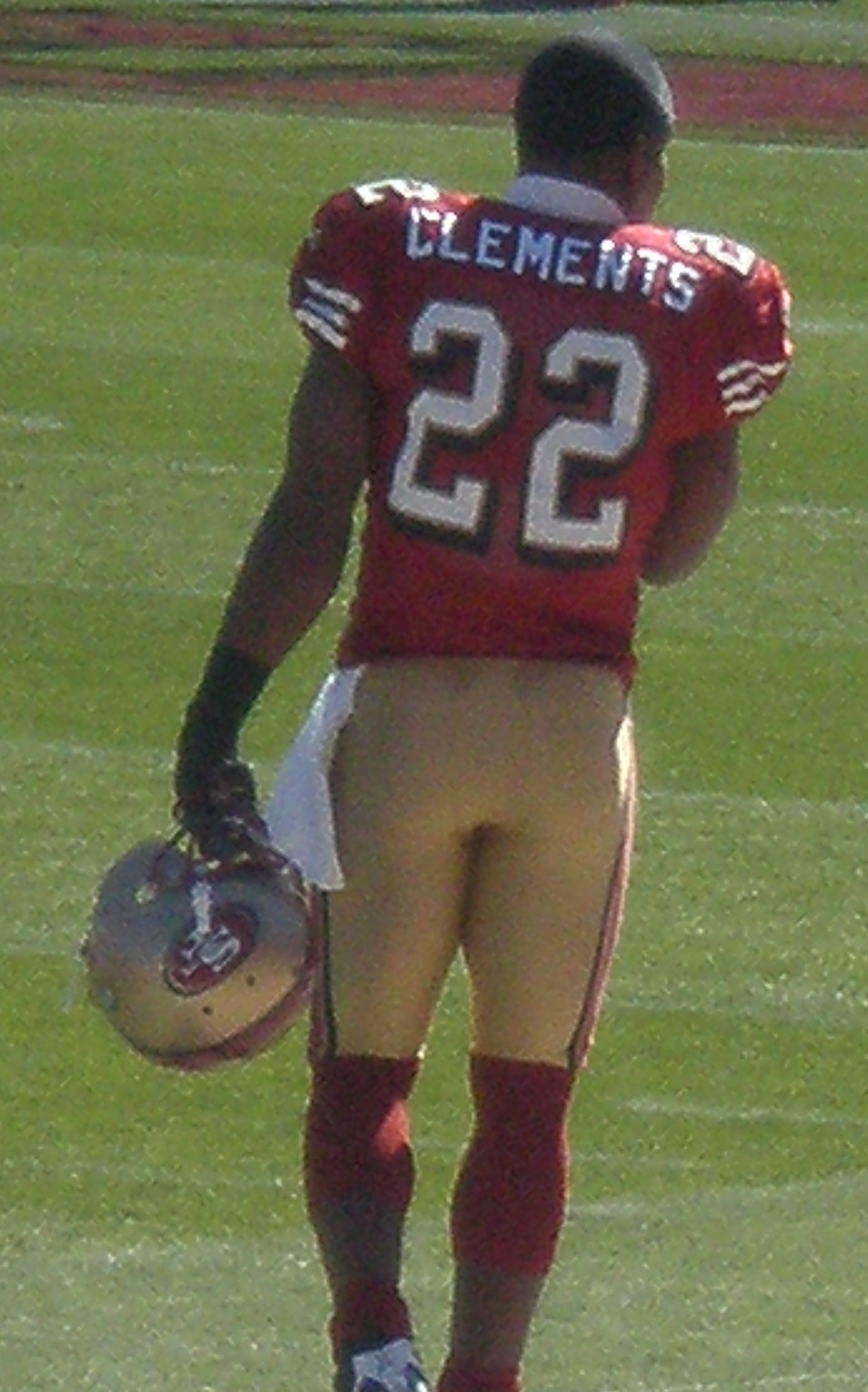
Nate Clements avant lle match des Eagles au 49ers les 12/10/2008

Le 2 mars 2007, les 49ers de San Francisco signent un contrat d'une durée de huit ans, de 80 millions de dollars dont 22 millions garantis, avec Clements. Ce contrat fait de lui le joueur défensif le mieux payé de l'histoire de la ligue en 2007.
Clements devient une partie d'une défense relookée qui avait terminé 27e à la passe la saison précédente. L'entraîneur-chef Mike Nolan désigne officiellement Clements comme titulaire pour commencer la saison, avec le cornerback Walt Harris et les safeties Michael Lewis et Mark Roman.
Au cours de la semaine 2, Clements récolte six tackles en solo et un sack du quarterback Marc Bulger lors de la victoire 17 à 16 des 49ers chez les Rams de St. Louis. Le 25 novembre 2007, Clements réalise dix tackles combinés (huit en solo), son meilleur score de la saison, ainsi qu'une déviation de passe lors d'une victoire 37 à 31 face aux Cardinals de l'Arizona lors de la 13e semaine. Le 23 décembre 2007, il enregistre sept tackles combinés, une déviation de passe et une interception lors d'une victoire 21 à 19 contre les Buccaneers de Tampa Bay. Clements termine la saison avec 92 tackles combinés (77 en solo), 14 déviations de passes, quatre interceptions, trois fumbles forcés et un sack en 16 matchs.

#### 2008
Le coordinateur défensif Greg Manusky retient Clements et Walt Harris en tant que cornerbacks titulaires en 2008. Le 14 septembre 2008, Clements récolte sept tackles en solo, record de la saison, et dévie une passe lors d'une victoire 33-30 sur les Seahawks de Seattle lors de la deuxième semaine. Le 19 octobre 2008, il enregistre cinq tackles combinés, une déviation de passe et retourne un field goal pour marquer un touchdown lors de la défaite 29 à 17 des 49ers contre les Giants de New York. Clements récupère le ballon et fait une course de 74 yards pour un touchdown au troisième quart après que le linebacker Manny Lawson ait bloqué une tentative du kicker des Giants, John Carney. Le 21 octobre 2008, les 49ers de San Francisco limogent l’entraîneur-chef Mike Nolan après que leur bilan soit tombé à 2-5. Mike Singletary, entraîneur-chef adjoint et coach des linebackers, est nommé entraîneur-chef par intérim pour les dix derniers matchs. Au cours de la semaine 13, Clements réalise six tackles en solo lors d’une victoire de 10 à 3 contre son ancienne équipe, les Bills de Buffalo. Pendant le match, Clements se blesse au pouce et est inactif lors de la victoire de la semaine 14 des 49ers contre les Jets de New York. C'est la première fois dans la carrière professionnelle de Clement qu'il est inactif. Sa blessuremet fin à ses séries de 119 matchs consécutifs et de 115 titularisations consécutives. Pendant la 17e semaine, Clements égale son record de sept tackles en solo et dévie une passe lors d'une victoire 27 à 24 aux Redskins de Washington. Clements termine la saison 2008 avec 63 tackles (56 en solo), neuf passes déviées, deux interceptions et un fumble forcé en 15 matchs.

#### 2009
Le nouvel entraîneur-chef des 49ers de San Francisco, Mike Singletary, désigne officiellement Clements cornerback numéro 1 pour le début de la saison régulière 2009, face à Tarell Brown. Il débute lors du match d'ouverture des 49ers des San Francisco contre les Cardinals de l'Arizona et réalise cinq tackles combinés, une déviation de passe et une interception lors de leur victoire 20 à 16. La semaine suivante, Clements réalise six tackles combinés et quatre déviations de passes, son record pour la saison, lors d'une victoire 23 à 10 contre les Seahawks de Seattle lors de la deuxième semaine. Le 27 septembre 2009, Clements enregistre quatre tackles combinés et retourne un field goal bloqué pour un touchdown lors de la défaite 27 à 24 des 49ers contre les Vikings du Minnesota. Clements récupère le ballon et le retourne pour un touchdown de 59 yards après que la tentative du botteur Ryan Longwell ait été bloquée par Ray McDonald au deuxième quart-temps. Il rejoint Kevin Ross en tant que seuls joueurs de l’histoire de la NFL à avoir retourné un field goal bloqué pour un touchdown à deux reprises. Le 1er novembre 2009, Clements se blesse à l'épaule droite au cours du premier quart-temps et doit sortir du jeu au cours de la défaite de la huitième semaine face aux Colts d'Indianapolis. Il est blessé après avoir été plaqué par Philip Wheeler et Jerraud Powers alors qu'il retourne un dégagement. De nombreux médias mettent en cause la décision de l'entraîneur-chef Mike Singletary de placer Clements dans le rôle de retour de kick en raison de son contrat important et de son importance dans la défense. Clements avait repris le rôle de Arnaz Battle, qui avait des performances décevantes après avoir remplacé le spécialiste du retour et probowler récemment libéré, Allen Rossum. Le 3 novembre 2009, Clements est reporté comme ayant une fracture de l'omoplate droit et doit rater le reste de la saison. L'entraîneur-chef Mike Singletary choisit de ne pas placer Clements sur la liste des blessés pour le reste de la saison dans l'espoir d'un retour possible en fin de saison ou en séries éliminatoires. Il termine la saison 2009 avec 35 tackles combinés (30 en solo), sept passes déviées et une interception en sept matchs dont six comme titulaire.

#### 2010
L'entraîneur-chef Mike Singletary retient Clements comme cornerback numéro un des 49ers pour commencer la saison, aux côtés de Shawntae Spencer. Le 26 septembre 2010, Clements récolte neuf tackles en solo, un sommet dans la saison, lors de la défaite 31 à 10 des 49ers contre les Chiefs de Kansas City. Au cours de la semaine 7, il récolte de nouveau neuf tackles combinés et un sack lors d'une défaite de 23–20 aux Panthers de la Caroline. Le 27 décembre 2010, les 49ers de San Francisco limogent l'entraîneur-chef Mike Singletary après la chute de leur équipe à un bilan de 5-10. Clements termine la saison avec 82 tackles combinés (72 en solo), dix déviations de passes et trois interceptions en 16 matchs.

#### 2011
Le 28 juillet 2011, les 49ers de San Francisco libèrent Clements.

### Bengals de Cincinnati

#### 2011
Le 30 juillet 2011, Clements et les Bengals de Cincinnati signent un contrat de deux ans d'une valeur de 10,5 millions de dollars avec 6 millions de dollars garantis et d'une prime à la signature de 2 millions.
L'entraîneur-chef Marvin Lewis désigne Clements et Leon Hall comme cornerbacks titulaires pour commencer la saison régulière. Au cours de la semaine 9, il récolte sept tackles en solo, un sommet dans la saison, lors d'une victoire de 24-10 aux Titans du Tennessee. Le 18 décembre 2011, Clements égale son record de sept tackles en solo et fait un sack lors de la victoire des Bengals 20 à 13 contre les Rams de St. Louis. Il termine la saison 2012 avec 55 tackles (49 en solo), 12 passes déviées, deux interceptions, deux fumbles forcés et un sack en 15 matchs.
Les Bengals de Cincinnati terminent troisièmes de l’AFC Nord avec un bilan de 9–7, mais décrochent une wildcard en tant que sixième de la conférence AFC. Le 7 janvier 2011, Clements entame son premier match en carrière en séries éliminatoires et enregistre trois tackles en solo et une déviation de passe lors de la défaite 31–10 des Bengals aux Houston Texans pendant le match de l'AFC Wildcard.

#### 2012

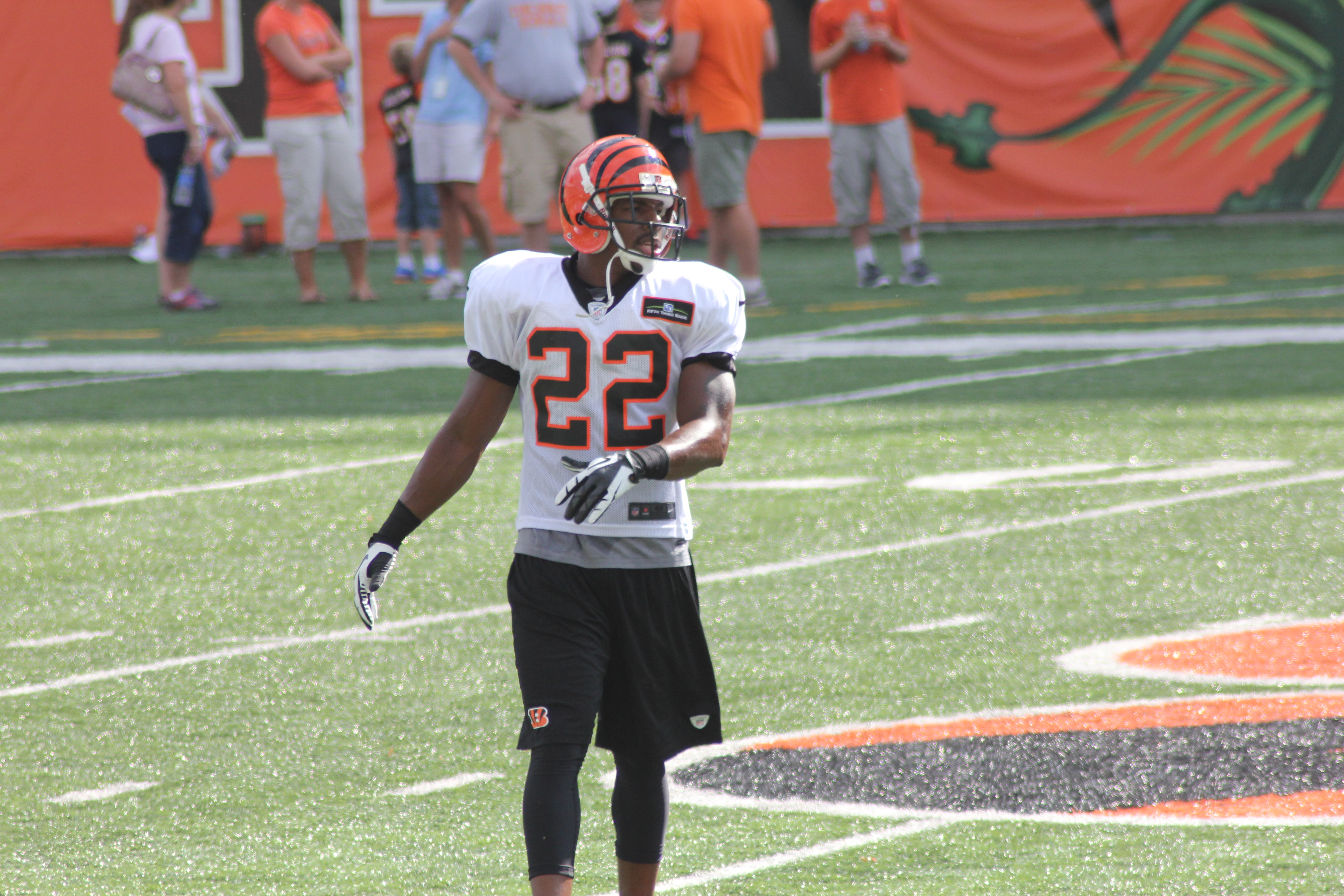
Nate Clements au camp d'entraînement des Bengals en 2012

Clements participe au camp d'entraînement en tant que cornerback titulaire, mais voit la concurrence de Terence Newman, Jason Allen, Adam "Pacman" Jones et Dre Kirkpatrick. Clements est l'un des six corner backs des Bengals à avoir été choisi au premier tour de la draft. L'entraîneur-chef Marvin Lewis désigne officiellement Clements et Hall comme titulaires commencer 2012.
Le 23 septembre 2012, Clements enregistre dix tackles (cinq en solo), le plus haut de la saison, lors de la victoire 38 à 31 des Bengals aux Redskins de Washington. Clements est inactif pour la victoire de la semaine 4 des Bengals contre les Jaguars de Jacksonville en raison d'une blessure. À son retour, Clements commence à passer au poste de strong safety après avoir perdu son poste de cornerback au profit de Terence Newman pendant son absence. Il commence cinq des six prochains matchs avant de perdre sa place au profit de Chris Crocker. Il termine la saison avec 53 tackles combinés (31 en solo), cinq déviations de passes et une interception en 15 matchs dont neuf titularisations.
Nate Clements devient agent libre non-signé en 2013.

## Statistiques NFL
| Année  | Équipe | MJ  | COMB | SOLO | AST | Sacks | FF | FR | FR YDS | INT | IR YDS | AVG | LNG | TD | PD  |
| ------ | ------ | --- | ---- | ---- | --- | ----- | -- | -- | ------ | --- | ------ | --- | --- | -- | --- |
| 2001   | BUF    | 16  | 63   | 53   | 10  | 1.0   | 3  | 0  | 0      | 3   | 48     | 16  | 48  | 1  | 13  |
| 2002   | BUF    | 16  | 65   | 52   | 13  | 0.0   | 0  | 0  | 0      | 6   | 82     | 14  | 42  | 1  | 19  |
| 2003   | BUF    | 16  | 62   | 51   | 11  | 0.0   | 0  | 0  | 0      | 3   | 54     | 18  | 54  | 1  | 7   |
| 2004   | BUF    | 16  | 73   | 53   | 20  | 0.5   | 5  | 1  | 0      | 6   | 77     | 13  | 35  | 1  | 13  |
| 2005   | BUF    | 16  | 99   | 78   | 21  | 0.0   | 3  | 1  | 0      | 2   | 0      | 0   | 0   | 0  | 13  |
| 2006   | BUF    | 16  | 72   | 56   | 16  | 0.0   | 2  | 2  | 0      | 3   | 80     | 27  | 58  | 1  | 19  |
| 2007   | SF     | 16  | 92   | 77   | 15  | 1.0   | 3  | 0  | 0      | 4   | 74     | 19  | 62  | 0  | 14  |
| 2008   | SF     | 15  | 63   | 56   | 7   | 0.0   | 1  | 0  | 0      | 2   | 13     | 7   | 13  | 0  | 9   |
| 2009   | SF     | 7   | 35   | 30   | 5   | 0.0   | 0  | 0  | 0      | 1   | 8      | 8   | 8   | 0  | 7   |
| 2010   | SF     | 16  | 82   | 72   | 10  | 1.0   | 3  | 0  | 0      | 3   | 46     | 15  | 39  | 0  | 10  |
| 2011   | CIN    | 15  | 55   | 49   | 6   | 1.0   | 2  | 2  | 0      | 2   | 5      | 3   | 7   | 0  | 12  |
| 2012   | CIN    | 15  | 53   | 31   | 22  | 0.0   | 1  | 0  | 0      | 1   | 21     | 21  | 21  | 0  | 5   |
| Career | Career | 180 | 814  | 658  | 156 | 4.5   | 23 | 6  | 0      | 36  | 508    | 14  | 62  | 5  | 141 |